# Особливі міста Японії
Особли́ві міста́ (яп. 特例市, токурей-ші) — міста Японії, населення яких становить понад 200 000 чоловік. Вони визначаються урядовою постановою на підставі 1 параграфа 23 розділу 252 статті «Закону Японії про місцеве самоврядування» і спільного рішення міської ради міста-кандидата та ради префектури.
Особливим містам делегуються повноваження префектур у галузі охорони здоров'я, довкілля, планування і розвитку міста, але їхній обсяг набагато менший, ніж той яким володіють центральні міста Японії.
У квітні 2015 року в Японії було ухвалено новий закон про місцеве самоврядування, за яким категорія особливих міст скасовується, і всі міста з населенням понад 200 000 осіб можуть подати запит щодо зміни свого статусу на центральне місто. Особливі міста, статус яких не підвищено, мають змогу зберегти свою автономію і матимуть назву особливі міста на час застосування (яп. 施行時特例市, шікоджі токурей ші). Як виняток, протягом п'яти років після скасування статусу особливих міст, тобто до 1 квітня 2020 року, особливі міста з населенням меншим за 200 000 осіб також зможуть змінити свій статус на центральне місто.

## Список особливих міст
Станом на квітень 2021 року в Японії нараховується 23 населені пункти, що визначені як «особливі»:
† — міста, які планують отримати статус центральних.
| Назва         | Японською | Прапор | Населення (2012) | Префектура | Регіон |
| ------------- | --------- | ------ | ---------------- | ---------- | ------ |
| 1 квітня 2000 |           |        |                  |            |        |
| Йоккаїчі†     | 四日市市  |        | 307,599          | Міє        | Кінкі  |
| Нумадзу       | 沼津市    |        | 199,883          | Шідзуока   | Чюбу   |
| Одавара†      | 小田原市  |        | 197,413          | Канаґава   | Канто  |
| Фуджі†        | 富士市    |        | 253,455          | Шідзуока   | Чюбу   |
| Ямато         | 大和市    |        | 230,357          | Канаґава   | Канто  |
| 1 квітня 2001 |           |        |                  |            |        |
| Ібаракі       | 茨木市    |        | 276,474          | Осака      | Кінкі  |
| Хірацука      | 平塚市    |        | 260,061          | Канаґава   | Канто  |
| 1 квітня 2002 |           |        |                  |            |        |
| Ацуґі         | 厚木市    |        | 224,181          | Канаґава   | Канто  |
| Какоґава      | 加古川市  |        | 268,175          | Хьоґо      | Кінкі  |
| Касуґай       | 春日井市  |        | 306,573          | Айчі       | Чюбу   |
| Кішівада†     | 岸和田市  |        | 198,615          | Осака      | Кінкі  |
| Токородзава†  | 所沢市    |        | 342,321          | Сайтама    | Канто  |
| 1 квітня 2003 |           |        |                  |            |        |
| Чіґасакі†     | 茅ヶ崎市  |        | 236,222          | Канаґава   | Канто  |
| Такарадзука   | 宝塚市    |        | 227,617          | Хьоґо      | Кінкі  |
| 1 квітня 2004 |           |        |                  |            |        |
| Сока          | 草加市    |        | 244,851          | Сайтама    | Канто  |
| 1 квітня 2007 |           |        |                  |            |        |
| Джьоецу       | 上越市    |        | 202,366          | Ніїґата    | Чюбу   |
| Ісесакі       | 伊勢崎市  |        | 207,253          | Ґумма      | Канто  |
| Наґаока       | 長岡市    |        | 281,101          | Ніїґата    | Чюбу   |
| Ота           | 太田市    |        | 217,107          | Ґумма      | Канто  |
| Цукуба†       | つくば市  |        | 216,221          | Ібаракі    | Чюбу   |
| 1 квітня 2008 |           |        |                  |            |        |
| Касукабе      | 春日部市  |        | 236,976          | Сайтама    | Канто  |
| 1 квітня 2009 |           |        |                  |            |        |
| Кумаґая       | 熊谷市    |        | 201,814          | Сайтама    | Канто  |
| 1 квітня 2014 |           |        |                  |            |        |
| Саґа          | 佐賀市    |        | 237,501          | Саґа       | Кюшю   |